# Christian Nourrichard
Christian Philippe Pierre Robert Nourrichard (ur. 24 maja 1948 w Notre-Dame-de-Bondeville) – francuski duchowny katolicki, biskup Évreux w latach 2006-2023.

## Życiorys
Święcenia kapłańskie otrzymał 23 czerwca 1974 i został inkardynowany do archidiecezji Rouen. Przez 10 lat pracował jako wikariusz parafialny. W latach 1984–1989 był kapelanem wojskowym. W 1989 mianowany wikariuszem generalnym archidiecezji.
22 października 2005 papież Benedykt XVI mianował go biskupem koadiutorem diecezji Évreux. Sakry biskupiej udzielił mu 18 grudnia 2005 abp Jean-Charles Descubes. Rządy w diecezji objął 28 stycznia 2006 po przejściu na emeryturę poprzednika. 2 czerwca 2023 papież Franciszek przyjął jego rezygnację z urzędu biskupa diecezjalnego.